# 爆笑・一ッ気族!
『爆笑・一ッ気族!』（ばくしょう・いッきぞく）は、TBS系列局で放送されていたテレビ番組である。TBSでは1985年10月6日から1987年3月29日まで、毎週日曜 17:00 - 17:30 （日本標準時）に放送 。
毎週、爆笑する家族が痛快なチャレンジに挑む番組であり、後、流行なトレンドを生活する番組でもあった。収録は新宿コメディシアターで行われていた。

## 出演者
- 山田邦子
- シティボーイズ
- 井森美幸
- 笑福亭笑瓶

## スタッフ
- プロデューサー：桂邦彦
- 構成作家：海老原靖芳[1]
- 製作著作：TBS